# Alazanes de Granma
Los Alazanes de Granma es un equipo de béisbol amateur de la Serie Nacional de Béisbol de Cuba que representa a la provincia de Granma cuya sede es el estadio Mártires de Barbados de la ciudad de Bayamo, capital de la provincia. Se introdujeron en las Series Nacionales en el año 1977 y después de pasarse 40 años lograron su primer título en el año 2016.
El nombre de alazanes fue bautizado por los comentaristas deportivos Joaquín Borrero y Pachi Espinosa de la emisora de radio provincial Radio Bayamo en su programa La Gran Jugada Oriental. En sus inicios como el director del equipo era Carlos Martí se les decía Alazanes de Charlie. Al cambiar de mánager pues simplemente se le comenzó a llamar los Alazanes de Granma.

## Historia

### Inicio en las Series Nacionales (1977-1986)
Aparece representada por primera vez en la XVII Serie Nacional de Béisbol 1977–78, logrando el 11° lugar con 25 partidos ganados y 25 perdidos, su mejor actuación fue en la temporada de 1978-79 donde logra el séptimo lugar al ganar 27 partidos y perder 21, con una gran actuación de Agustín Arias, pelotero histórico del equipo y de Juan R. Gómez, que logra ser uno de los jugadores con 0 hits del equipo, en la temporada 1982–83 logra el 14° lugar ganando 19 partidos y perdiendo 32, la peor actuación del periodo, en la temporada 1983–84 logra el 13° lugar con 34 partidos ganados y 41 perdidos, en la temporada 1984–85 logra el 13° lugar con 31 partidos ganados y 44 perdidos, durante este período el cubano Carlos Martí fue el entrenador del equipo.

### Desembarco de los Alazanes (1987-1996)
En la temporada 1986-1987 sorprenden al ocupar el quinto lugar al ganar 29 partidos y perder 19. Su mejor actuación en la historia la consiguen en la temporada 1988-1999 al ocupar el tercer lugar, y ser tercero en los playoffs, con dos partidos ganados y cuatro perdidos en playoffs, el jugador Idalberto Castillo del Granma logra ser el Novato del Año. En la temporada 1989-1990 logra el segundo lugar de la zona oriental y el cuarto de la general con 28 partidos ganados y 20 perdidos clasificando a playoffs, perdiendo los tres partidos. En la temporada 1991-1992 logran el cuarto lugar de la zona oriental y el cuarto de la general con 28 partidos ganados y 20 perdidos, con una gran actuación de Ernesto Guevara Ramos, que se convirtió en el segundo jugador de cero hits del equipo. En la temporada 1993-1994 logra el tercer lugar del grupo D y el undécimo de la general con 32 partidos ganados y 33 perdidos. En la temporada 1994-1995 llega el nuevo entrenador Arnaldo Iznaga y se va Carlos Martí, logran el segundo lugar del grupo D y el sexto de la general con 37 partidos ganados y 28 perdidos.

### Actuación delSigloXXI(1997-2006)
En la temporada 1997-1998 Carlos Martí se va y llega Ramón Rodríguez como entrenador, ocupan el decimocuarto lugar de la general con 31 partidos ganados y 59 perdidos, siendo la temporada con más partidos perdidos del equipo, en la temporada 1998-1999 es el regreso de Carlos Martí, logran el quinto lugar de la general con 56 partidos ganados y 34 perdidos, siendo la temporada con más victorias del equipo, en los playoffs son derrotados en cuartos de final, en la temporada 1999-2000 el equipo logra el cuarto lugar de la general con 53 partidos ganados y 37 perdidos, son eliminados en semifinales de los playoffs, en la temporada 2000-2001, logran el sexto lugar de la general y el segundo del grupo con 55 partidos ganados y 35 perdidos, en la temporada 2002-2003 logra el cuarto lugar de la general y el primero del grupo con 45 ganados y 45 perdidos, en playoffs son eliminados en semifinales, Yordanis Samón del Granma es elegido Novato del Año, en la temporada 2003-2004 logra el séptimo lugar de la general y el segundo del grupo con 49 partidos ganados y 41 partidos perdidos, en playoffs son eliminados en cuartos de final, en la temporada 2004-2005 logran el octavo lugar de la general y segundo del grupo con 50 partidos ganados y 40 partidos perdidos, en playoffs son eliminados en cuartos de final, en la temporada 2005-2006 Carlos Martí se va y llega Marcos Fonseca como entrenador, logran el cuarto lugar de la general y el segundo del grupo con 51 partidos ganados y 38 partidos perdidos, nuevamente son eliminados en semifinales de playoffs, Alberto Soto del Granma es elegido Novato del Año.

### Actualidad (2007-)

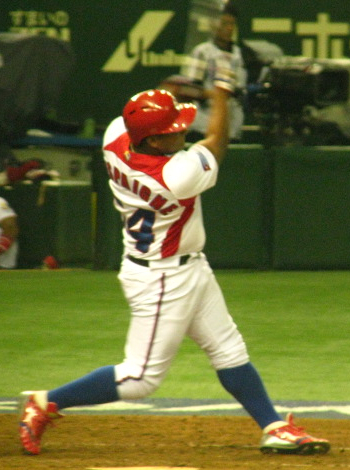
Alfredo Despaigne, tres veces el mejor jugador del torneo.

En la temporada 2006-2007 logra el décimo lugar de la general y el segundo del Grupo D con 45 ganados y 45 perdidos. En la temporada 2008-2009 llega Osvaldo Avilés y se va Carlos Martí, logra el décimo quinto lugar de la general y el octavo del grupo con 34 partidos ganados y 56 perdidos, el peor rendimiento de su historia, Alfredo Despaigne fue el mejor jugador de la temporada, también lo fue en 2010. En la temporada 2010-2011 logran el cuarto lugar de la general y el segundo del grupo con 53 partidos ganados y 37 perdidos, clasificando a los playoffs siendo eliminado en semifinales. En la temporada 2011-2012 llega Indalecio Alejándrez y se va Ángel Ortega, ocupan el cuarto lugar de la general y el segundo del grupo con 54 partidos ganados y 42 partidos perdidos y nuevamente eliminados en semifinales, Alfredo Despaigne fue el mejor jugador de la temporada. En la temporada 2012-2013 ocupan el noveno lugar con 45 partidos ganados y 19 perdidos. En la temporada 2014-2015 vuelve Carlos Martí y se va Indalecio Alejandrez ocupan el cuarto lugar con 54 partidos ganados y 38 partidos perdidos.

## Jugadores

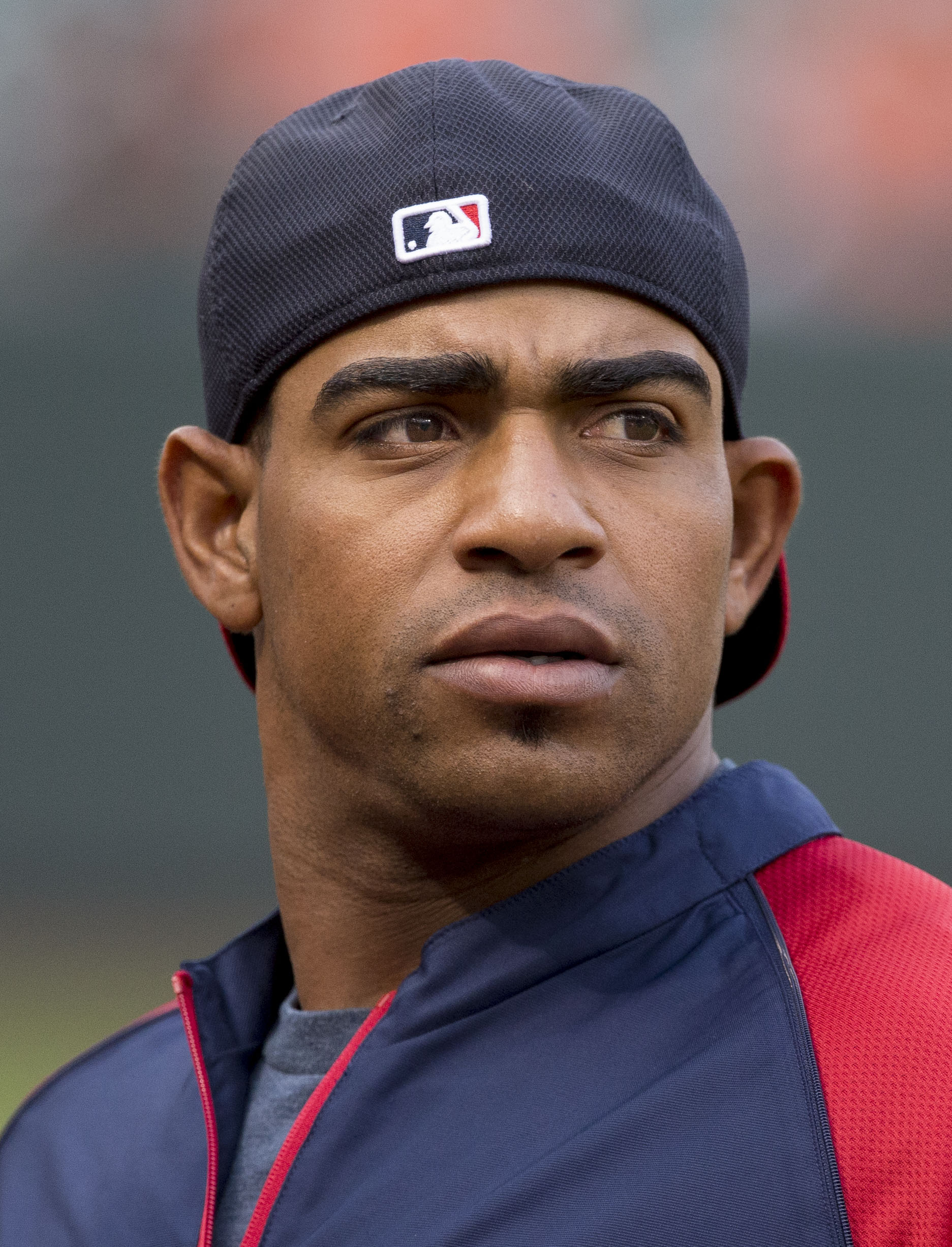
Yoenis Céspedes fue jugador del Granma.

Por el equipo de Granma han pasado buenos jugadores que han alcanzado relevancia a nivel nacional e incluso internacional. Algunos miembros han figurado en el equipo que representa a Cuba en torneos internacionales. Los más relevantes han sido: Agustín Arias, Santiago Valerio Bejerano, Pablo Bejerano, Víctor Bejerano, Carlos Barrabí, Pedro Mora, Misael López, Ernesto Guevara Ramos, Manuel Vega Tamayo, Hermes Ortega, Marcos Naranjo, Alberto Soto La O, Ciro Cilvino Licea, Yoenis Céspedes y Alfredo Despaigne, Leandro Martínez y quien integrara el equipo caribeño al III Clásico Mundial de béisbol y talentosos jóvenes como el jugador de cuadro y jardinero Guillermo Avilés Difornó y los lanzadores derechos Yosibel Castillo y César García. Actualmente el equipo cuenta con un nuevo talento, Yoelkis Céspedes, el cual con solo 19 años de edad vistiera los colores del equipo que representara a Cuba en el Clásico Mundial de Béisbol 2017.

## Resultados Series Nacionales
Los resultados del equipo.

| Serie   | Lugar |
| ------- | ----- |
| 1977-78 | 11.º  |
| 1978-79 | 7.º   |
| 1979-80 | 12.º  |
| 1980-81 | 11.º  |
| 1981-82 | 8.º   |
| 1982-83 | 14.º  |
| 1983-84 | 13.º  |
| 1984-85 | 13.º  |
| 1985-86 | 11.º  |
| 1986-87 | 5.º   |
| 1987-88 | 6.º   |
| 1988-89 | 3.º   |
| 1989-90 | 4.º   |
| 1990-91 | 11.º  |
| 1991-92 | 4.º   |
| 1992-93 | 5.º   |
| 1993-94 | 11.º  |
| 1994-95 | 6.º   |
| 1995-96 | 8.º   |
| 1996-97 | 11.º  |
| 1997-98 | 14.º  |
| 1998-99 | 5.º   |
| 1999-00 | 4.º   |
| 2000-01 | 6.º   |
| 2001-02 | 12.º  |
| 2002-03 | 4.º   |
| 2003-04 | 7.º   |
| 2004-05 | 8.º   |
| 2005-06 | 4.º   |
| 2006-07 | 10.º  |
| 2007-08 | 12.º  |
| 2008-09 | 15.º  |
| 2009-10 | 11.º  |
| 2010-11 | 4.º   |
| 2011-12 | 4.º   |
| 2012-13 | 9.º   |
| 2013-14 | 12.º  |
| 2014-15 | 4.º   |
| 2015-16 | 7.º   |
| 2016-17 | 1.º   |
| 2017-18 | 1.º   |
| 2018-19 |       |
| 2019-20 |       |
| 2020-21 | 1.º   |

## Radio y Televisión
En la radio los juegos del equipo son trasmitidos por la emisora provincial Radio Bayamo en el programa La Gran Jugada Oriental. Un programa de gran aceptación popular por los comentaristas que le impregnan una forma peculiar de narración de los juegos.
El canal de televisión definido para el equipo es el provincial llamado CNC. Dicho canal con escasas horas de trasmisión a la semana no trasmite sus juegos, solo hace comentarios del equipo.
Los juegos de la Serie Nacional de Béisbol son siempre trasmitidos por el canal nacional Tele Rebelde donde el equipo es poco favorecido, llegando incluso a no ser trasmitido en algunas series ni un solo juego de la temporada regular.
En la prensa tienen al periódico provincial La Demajagua como su vocero oficial.
Desde su blog personal Zona de Strike el periodista granmense Ibrahín Sánchez Carillo, les hace un seguimiento detallado a través de estadísticas, entrevistas y comentarios, muchos de estos discutidos con mucha pasión por seguidores de los alazanes y de otros equipos.